# Ordre de bataille lors de la bataille de Forbach-Spicheren
Ce qui suit est l'ordre de bataille des forces militaires en présence lors de la bataille de Forbach-Spicheren, qui eut lieu le 6 août 1870 au début de la guerre franco-prussienne.

## Empire français

### 2eCorps
Le 2e corps de l'armée du Rhin est sous les ordres du général Charles Auguste Frossard comprend 1119 officiers et 27548 sous-officiers et soldats
- 1re division sous les ordres du général Charles Nicolas Vergé 298 officiers et 7496 sous-officiers et soldats.
  - 1re brigade
    - 3e bataillon de chasseurs à pied 452 hommes
    - 32e régiment d'infanterie de ligne 1 708 hommes
    - 55e régiment d'infanterie de ligne 1 887 hommes

  - 2e brigade
    - 76e régiment d'infanterie de ligne 1 548 hommes
    - 77e régiment d'infanterie de ligne 1 590 hommes

  - Artillerie
    - 3 batteries du 5e régiment d'artillerie

  - Génie
    - 1 compagnie de sapeur du 3e régiment du génie

  - Train des équipages
    - 1 compagnie du 2e régiment du train

- 2e division sous les ordres du général Bataille 306 officiers et 8363 sous-officiers et soldats.
  - 1re brigade
    - 12e bataillon de chasseurs à pied 666 hommes
    - 8e régiment d'infanterie de ligne 1 887 hommes
    - 23e régiment d'infanterie de ligne 1 632 hommes

  - 2e brigade
    - 66e régiment d'infanterie de ligne 1 530 hommes
    - 67e régiment d'infanterie de ligne 2 208 hommes

  - Artillerie
    - 3 batteries du 5e régiment d'artillerie

  - Génie
    - 1 compagnie de sapeur du 3e régiment du génie

- 3e division sous les ordres du général Laveaucoupet 294 officiers et 8307 sous-officiers et soldats.
  - 1re brigade
    - 10e bataillon de chasseurs à pied 840 hommes
    - 2e régiment d'infanterie de ligne 1 429 hommes sous les ordres du colonel Amédée Henri Charles de Saint-Hillier
    - 63e régiment d'infanterie de ligne 1 900 hommes

  - 2e brigade
    - 24e régiment d'infanterie de ligne 2 154 hommes
    - 40e régiment d'infanterie de ligne 1 608 hommes

  - Artillerie
    - 3 batteries du 15e régiment d'artillerie

  - Génie
    - 1 compagnie de sapeur du 3e régiment du génie

- Division de cavalerie sous les ordres du général de Valabrègue 178 officiers et 2272 sous-officiers et cavaliers.
  - 1re brigade
    - 4e régiment de chasseurs à cheval 669 cavaliers
    - 5e régiment de chasseurs à cheval 689 cavaliers

  - 2e brigade
    - 2e régiment de dragons 501 cavaliers
    - 12e régiment de dragons 525 cavaliers

- Artillerie et génie de réserve
  - 2 batteries du 5e régiment d'artillerie
  - 2 batteries du 15e régiment d'artillerie
  - 2 batteries du 17e régiment d'artillerie à cheval
- Génie
  - 1 compagnie de pontonniers
  - Sapeurs-conducteurs du 1er régiment du génie
  - Sapeurs-conducteurs du 3e régiment du génie
  - 1 compagnie de sapeurs du 3e régiment du génie

## Empire allemand

### Royaume de Prusse
Ire Armée composée de 32 bataillons, 28 escadrons et 90 pièces d'artillerie.

#### VIIeCorps
7e corps d'armée sous les ordres du général d'infanterie Heinrich Adolf von Zastrow
- 13e division d'infanterie sous les ordres du général-lieutenant Adolf von Glümer
  - 26e brigade d'infanterie (de)
    - 55e régiment d'infanterie (3 bataillons)
    - 7e bataillon de chasseurs à pied (de) (1 bataillon)
    - 8e régiment de hussards (de) (2 escadrons)
    - 1 batterie légère du 7e régiment d'artillerie de campagne (de) (6 canons)

- 14e division d’infanterie sous les ordres du général-lieutenant Georg von Kameke
  - 27e brigade d’infanterie
    - 39e régiment de fusiliers (3 bataillons)
    - 74e régiment d'infanterie (de) (3 bataillons)

  - 28e brigade d’infanterie
    - 53e régiment d'infanterie (3 bataillons)
    - 77e régiment d'infanterie (de) (3 bataillons)
    - 15e régiment de hussards (de) (4 escadrons)
    - 2 batteries légères du 7e régiment d'artillerie de campagne (de) (12 canons)
    - 2 batteries lourdes du 7e régiment d'artillerie de campagne (12 canons)
    - 1 compagnie du génie du VIIe corps d’armée, avec un équipage de pont léger.

- Artillerie de corps
  - 2 batteries du 7e régiment d'artillerie de campagne (12 canons)(arrivent à 18h45)

#### VIIIeCorps
8e corps d'armée sous les ordres du général d'infanterie August Karl von Goeben
- Avant-garde de la 16e division d’infanterie sous les ordres du général-lieutenant Albert Christoph Gottlieb von Barnekow (de)
  - 32e brigade d’infanterie
    - 40e régiment des fusiliers (3 bataillons)
    - 9e régiment de hussards (4 escadrons)
    - 1 batterie légère du 8e régiment d'artillerie de campagne (6 canons)
    - 1 batterie lourde du 8e régiment d'artillerie de campagne (6 canons)

#### IIIeCorps
3e corps d'armée sous les ordres du général d'infanterie Gustav d'Alvensleben
- 5e division d’infanterie sous les ordres du général-major Wolf Louis Anton Ferdinand von Stülpnagel (de)
  - 9e brigade d’infanterie
    - 48e régiment d'infanterie (pl) (3 bataillons)
    - 8e régiment de grenadiers (2 bataillons)[1]

  - 10e brigade d’infanterie
    - 12e régiment de grenadiers (3 bataillons)
    - 52e régiment d'infanterie (pl) (3 bataillons)
    - 3e bataillon de chasseurs à pied (de) (1 bataillons)
    - 12e régiment de dragons (4 escadrons)[2]
    - 2 batteries légères du 3e régiment d'artillerie de campagne(12 canons)
    - 2 batteries lourdes du 3e régiment d'artillerie de campagne (12 canons)

- Artillerie de corps
  - 2 batteries du 3e régiment d'artillerie de campagne (12 canons)[3]

- 6e division d’infanterie sous les ordres du général-major Gustav von Buddenbrock
  - 11e brigade d’infanterie
    - 20e régiment d'infanterie (pl) (1 bataillon)[4]

#### Cavalerie
- 5e division de cavalerie sous les ordres du général-lieutenant Albert von Rheinbaben
  - 11e brigade de cavalerie
    - 19e régiment de dragons (4 escadrons)

  - 13e brigade de cavalerie
    - 11e régiment de hussards (de) (4 escadrons)
    - 17e régiment de hussards (4 escadrons)

- 6e division de cavalerie sous les ordres du général-lieutenant duc Guillaume de Mecklembourg
  - 14e brigade de cavalerie
    - 6e régiment de cuirassiers (1 escadron)
    - 3e régiment d'uhlans (pl) (1 escadron)